# Janusz Patrzykont
Janusz Stanisław Patrzykont (Golina, 9 maggio 1912 – Poznań, 9 dicembre 1982) è stato un cestista e allenatore di pallacanestro polacco.

## Carriera
Ha disputato con la Polonia le Olimpiadi di Berlino 1936, giocando tre partite.

## Palmarès

### Allenatore
- Campionato polacco: 4

Lech Poznań: 1948-49, 1950-51, 1954-55, 1957-58
- Coppa di Polonia: 2

Lech Poznań: 1954, 1955